# Johann Heinrich Walch
Johan Heinrich Walch (Gross-Neuhausen, 21 de noviembre de 1775 - Gotha, 2 de octubre de 1855) fue un músico, compositor y director de orquesta alemán en el Fürstenhof de Gotha. Se le considera el reformador de la música militar del ejército de Sajonia-Gotha y es el compositor de numerosos bailes y marchas que se interpretan principalmente en Suecia en la actualidad.

## Vida
Johann Heinrich Walch pasó gran parte de su juventud en la corte de Groß-Neuhausen, donde su madre Marie trabajaba como sirvienta del conde Johann Georg Heinrich von Werthern (1730-1790) en un castillo, mientras que su padre Heinrich era militar.
El maestro de la escuela del pueblo y el pastor pronto reconocieron el talento musical de Johann Heinrich y lo formaron como músico. Después de la muerte del conde von Werthern, se disolvió la corte de Groß-Neuhausen.
Años después Johann Heinrich Walch fue soldado en el Regimiento de Granaderos de la Guardia de Vida del Elector de Sajonia en Dresde hasta 1805. Luego obtuvo empleo como trompetista francés en la capilla de la corte del duque Augusto de Sajonia-Gotha-Altemburgo.
En 1806, el duque Augusto se unió a la alianza militar Confederación del Rin fundada por el emperador francés Napoleón I, encargó al compositor Johann Heinrich Walch la creación de un cuerpo de música militar basado en el modelo francés y la composición de marchas militares.
Una de sus dos obras más famosas es la Marcha Pariser Einzugsmarsch (Colección de Marchas del Ejército Prusiano II, 38), que se entono en 1814 después de la victoria de la Guerra de la Sexta Coalición.
La segunda obra, que sigue siendo muy famosa hoy en día, es su Trauermarsch Nr.1 (Marcha Fúnebre Número 1, la cual durante mucho tiempo estuvo atribuida a Ludwig van Beethoven y recibe el sobrenombre de 'Marcha fúnebre de Beethoven'. Se toca anualmente en el Cenotafio de Londres el Domingo del Recuerdo y se ha tocado en los funerales de Eduardo VII, Felipe, duque de Edimburgo, Isabel II, entre otros.
Cuando el duque Augusto murió repentinamente en 1822, su hermano mayor Federico después de ascender al cargo disolvió la orquesta de la corte hasta 1825. Walch recibió licencia sin goce de sueldo y realizó giras de conciertos por Dinamarca, Suecia y Rusia. Sus composiciones fueron apreciadas allí y tuvieron un gran número de ventas.
Con la muerte del duque Federico, se extinguió la línea de los duques de Sajonia-Gotha-Altenburgo; fue seguido por la línea de los duques de Sajonia-Coburgo y Gotha. El duque Ernesto I hizo reconstruir la famosa capilla de la corte en Gotha y contrató a Johann Heinrich Walch como músico de cámara. Walch sirvió hasta 1845, luego se retiró por razones de edad, compuso y enseñó a los estudiantes talentosos a tocar el piano, el violín y la trompa hasta su muerte en 1855.